# Jack Champion
Jack Champion, född 16 november 2004 i Blacksburg i Virginia, är en amerikansk skådespelare, känd för rollen som Miles "Spider" Socorro i filmen Avatar: The Way of Water. Han spelar också rollen som Ethan Landry i skräckfilmen Scream VI.
Champion kommer även att medverka i filmerna Avatar: Fire and Ash och Avatar 4, där han kommer att återupprepa rollen som Miles "Spider" Socorro. Dessa filmer kommer att ha premiär i slutet av 2025, respektive 2029.

## Filmografi (i urval)

### Film
- 2015 – Insurgent
- 2019 – Avengers: Endgame
- 2022 – Avatar: The Way of Water
- 2023 – Scream VI
- 2023 – Retribution
- 2025 – Avatar: Fire and Ash

### TV
- 2015 – Under the Dome (TV-serie)